# The Last Flight
The Last Flight ist ein US-amerikanisches Filmdrama unter Regie des deutschen Regisseurs William Dieterle, der hiermit seinen Einstand bei einer englischsprachigen Filmproduktion gab. Der Film aus dem Jahr 1931 basiert auf dem Roman Single Lady von John Monk Saunders, der auch das Drehbuch schrieb. In den vergangenen Jahrzehnten wurde der lange in Vergessenheit geratene Last Flight von Filmkritikern wiederentdeckt, heute wird er als eines der wichtigsten filmischen Zeugnisse der Lost Generation und als einer der besten Filme Dieterles gesehen.

## Handlung
Nach dem Ende des Ersten Weltkrieges stranden die amerikanischen Flugpiloten Cary Lockwood, Shep Lambert, Bill Talbot und Francis in Paris. Seit Monaten verbringen sie dort ihre Zeit mit dem Besuch verschiedener Cafés und Kneipen, stets begleitet von viel Alkohol. Die Piloten sind durch den Krieg psychisch wie körperlich verwundet, sie meinen, dass sie nicht mehr für das zivile Leben taugen und keine Zukunft haben. Ihre Rückkehr in die Vereinigten Staaten zögern sie daher immer weiter heraus. Eines Abends treffen die Männer in einem Nachtclub auf Nikki, eine Amerikanerin aus reicher Familie, die ebenso ziellos wie die ehemaligen Soldaten durch ihr Leben streift, wenngleich sie zumindest nach außen Lebenslust ausstrahlt. Die Männer nehmen Nikki in ihren Freundeskreis auf.
In Nikkis luxeriösem Hotelzimmer setzt die Gruppe ihre Trinkerei fort. Mit dabei ist auch der amerikanische Reporter Frink, ein Bekannter der Männer. Frink hält die Soldaten für Versager und macht Nikki aufdringliche Avancen, die sie ablehnt. Nikki fühlt sich dagegen zu Cary hingezogen, dem vernünftigsten Mitglied der Männergruppe, der durch den Krieg seine Hände verbrannt hat und sich für diese schämt. Nikki und Cary gehen zum Friedhof Père-Lachaise, wo sie das Grab von Heloisa und Abaelard besuchen. Cary erzählt ihr die traurige Geschichte der Liebenden und Nikki ist ehrlich berührt, lässt aber dann den Kommentar fallen, dass sie nun Namen für ihre beiden Schildkröten gefunden habe. Cary, der sie eigentlich auch mag, ist von ihrer Reaktion enttäuscht. Er entscheidet sich, die destruktive Gruppe zu verlassen und in Richtung Portugal zu fahren. Die drei anderen Piloten, Nikki und Frink schließen sich ihm aber an.
Bereits auf der Zugfahrt kommt es zu Komplikationen, als Nikki von Frink sexuell belästigt wird, aber die anderen Männer können ihr rechtzeitig zur Hilfe kommen. In Lissabon besuchen die Männer einen Stierkampf. Bill, der auf dem Land in Alabama mit großen Tieren aufgewachsen ist, reißt selbstbewusste Sprüche, sehnt sich nach großer Gefahr und steigt plötzlich in die Arena. Bill wird von dem Stier schwer verletzt und stirbt wenig später im Krankenhaus an seinen Verletzungen. Der Rest der Gruppe besucht einen Karneval. An einem Schießstand kommt es zu einem Streit zwischen Cary und Frink, bei dem der Reporter plötzlich seine Pistole zieht. Francis, der Schweigsame aus der Soldatengruppe, zieht seine Waffe und erschießt Frink. Daraufhin flüchtet Francis. Es verbleiben Frank, Nikki und der stets melancholische Shep, doch auch letzterer ist durch eine Kugel von Frink angeschossen worden. Shep verheimlicht seine Verletzung und stirbt wenig später. Im Sterben äußert er, dass er sich nie besser gefühlt habe.
Cary und Nikki reisen gemeinsam nach Paris zurück. Cary resümiert, dass selbst die Kameradschaft, die nach dem Kriegsende das einzige noch Verbliebene schien, nun verloren sei. Nikki bittet, dass sie bei ihm bleiben kann, und er stimmt schließlich zu.

## Produktionshintergrund

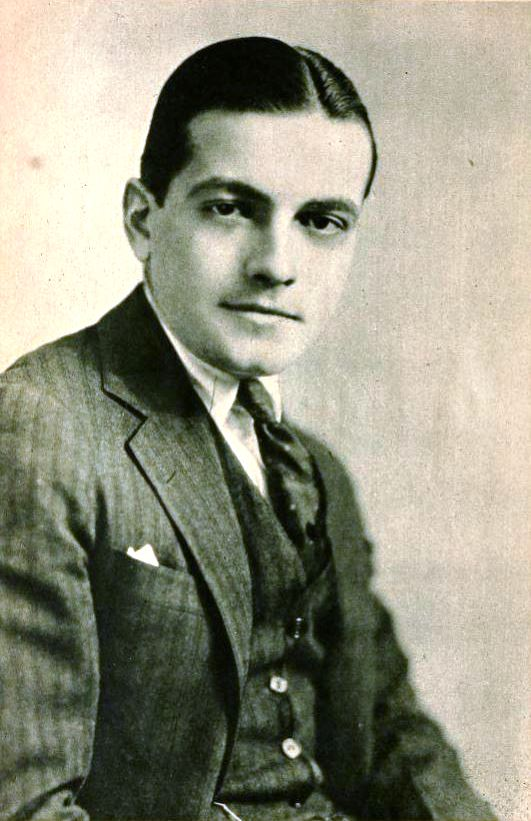
Richard Barthelmess

Richard Barthelmess las eine Reihe an Erzählungen des Autors John Monk Saunders unter dem Titel Nikki and Her War Birds in der Zeitschrift Liberty. Diese Erzählungen wurden in Romanform auch unter dem Titel Single Lady veröffentlicht. Saunders war im Ersten Weltkrieg als Pilot bei der US-Luftwaffe tätig, wenngleich er nicht in Europa stationiert und dementsprechend nicht in Kriegseinsätze involviert war. Barthelmess war bereits seit den frühen 1920er-Jahren ein großer Hollywood-Star und sein Vertrag bei Warner Brothers beziehungsweise deren Unternehmenstochter First National gestattete ihm eine vergleichsweise hohe Wahlfreiheit bei seinen Filmprojekten. Er zeigte sich „berührt, amüsiert und bewegt“ von dem Werk und kaufte die Filmrechte. Zunächst trug das Projekt den Namen Silent Bullets. Filme über den Ersten Weltkrieg waren in dieser Zeit sowieso sehr gefragt, so hatte Monk Saunders an den erfolgreichen Kriegsfilmen Wings und Start in die Dämmerung (letzterer auch mit Barthelmess in der Hauptrolle) als Autor mitgewirkt. Ein Film über die Zeit nach dem Kriegsende war allerdings die Ausnahme.

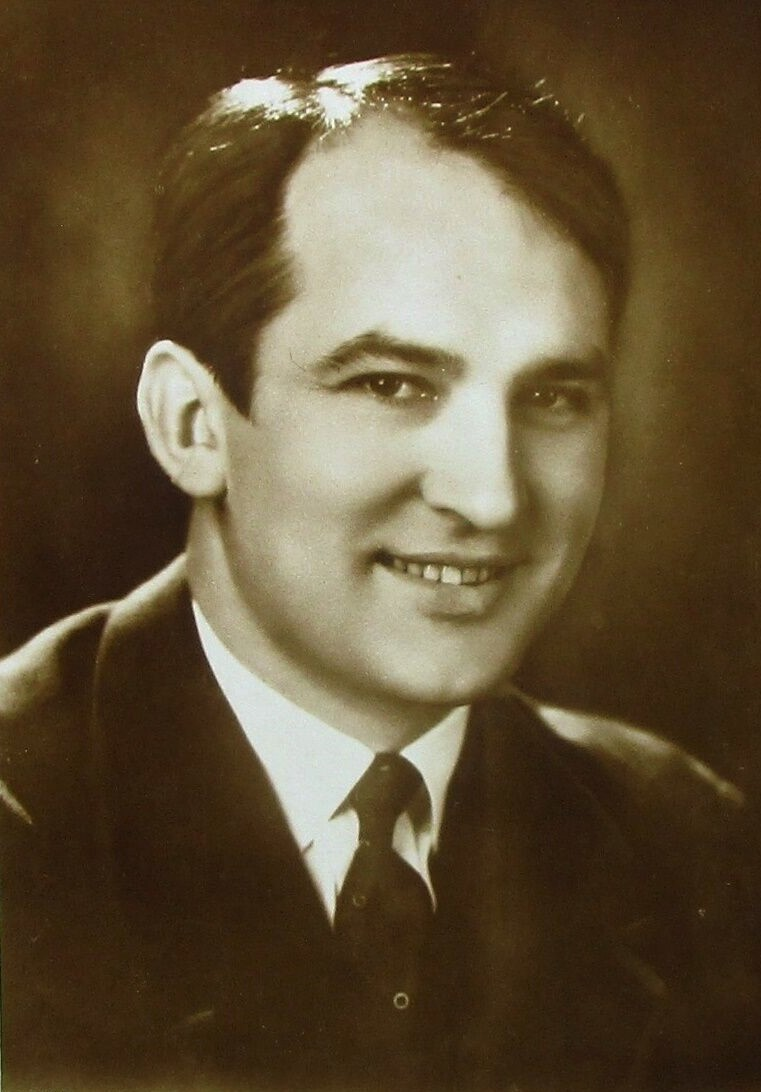
William Dieterle

Als Regisseur sollte eigentlich William A. Wellman fungieren, der im Ersten Weltkrieg selbst ein hochdekorierter Pilot war und mit Wings drei Jahre zuvor den Oscar gewonnen hatte. Schließlich übernahm Wilhelm „William“ Dieterle die Regie, der nur ein Jahr zuvor aus Deutschland in die Vereinigten Staaten ausgewandert war. Nach seiner Ankunft in Hollywood hatte Dieterle einige Versionenfilme in deutscher Sprache gedreht, mit denen er die Verantwortlichen von Warner Brothers von seiner Qualität überzeugte, sodass sie ihm mit The Last Flight seine erste englischsprachige Filmproduktion anvertrauten. Dieterle sollte im Laufe der 1930er-Jahre zu einem der wichtigsten Regisseure bei Warner Brothers aufsteigen.
Gedreht wurde der Film im April 1931 in nur 17 Tagen in den Warner Bros. Studios Burbank. Jack Okey entwarf die Bauten. Die Uraufführung erfolgte am 19. August 1931 im Strand Theatre, New York. Allgemeiner Kinostart war am 29. August 1931.
Neben den Folgen des Krieges thematisiert The Last Flight die zerstörerischen Auswirkungen des Alkohols. John Monk Saunders kannte diese, im Jahr 1940 beging er nach jahrelanger Alkohol- und Drogensucht Suizid. Auch die Karrieren der Schauspieler Helen Chandler und Elliott Nugent wurden durch ihre jeweiligen Alkoholprobleme zerstört.
Im Zusammenhang mit The Last Flight feierte im September 1931 auch eine Broadway-Version der Erzählungen von Saunders unter dem Titel Nikki als Musical seine Premiere. Während Fay Wray – damals die Ehefrau von Saunders – als Nikki zu sehen war, gab ein noch wenig bekannter Archie Leach die männliche Hauptrolle des „Cary Lockwood“. Leach fand an dem Vornamen seiner Figur „Cary“ solchen Gefallen, dass er diese zu seinem Künstlervornamen wählte, als er wenig später seine Hollywood-Karriere begann: Aus Archie Leach wurde Cary Grant.

## Rezeption
Barthelmess nannte The Last Flight in der Presse den „ungewöhnlichsten Streifen, den ich je gemacht habe“. Er prognostizierte, dass der Film entweder eine große Attraktion oder ein eindeutiger Flop werden würde – am Ende erfuhr The Last Flight bei den Kritikern eine positive Resonanz, blieb aber an den Kinokassen hinter den Erwartungen zurück. Mordaunt Hall schrieb in der New York Times vom 20. August 1931, The Last Flight sei eine „kuriose, aber oftmals brilliante Studie der Psychologie in der Nachkriegszeit“ bei vier Soldaten.
In den 40 Jahren nach seiner Veröffentlichung blieb der Film beinahe ungezeigt. Erst seit den 1970er-Jahren findet eine Wiederentdeckung des Filmes statt, der seitdem bei Filmkritikern und Filmhistorikern ein Ansehen als einer „der verkannten großen Filme der Dreißiger“ genießt. Bertrand Tavernier und Jean-Pierre Coursodon schrieben etwa, Dieterles erster wirklicher amerikanischer Film bleibe „einer seiner besten und vielleicht auch der originellste“.
Der Filmkritiker Dennis Schwartz bezeichnete The Last Flight als „selten gesehenen Leckerbissen“ und betrachtete ihn als „den besten Film, den Dieterle je gemacht hat“. Der Film sei visuell exzellent inszeniert, habe ein gutes Tempo und biete „großartige bissige Geplänkel“ zwischen den Figuren. So würden die Dialoge nicht unbeholfen wie bei vielen anderen Filmen der frühen Tonfilmzeit wirken. Unter den Darstellern sei insbesondere Helen Chandler herausragend.
Mehrfach wiesen Kritiker darauf hin, dass The Last Flight eine der wenigen filmischen Darstellungen der Lost Generation sei. Neil Sinyard schreibt, dass Vergleiche mit Ernest Hemingways Roman Fiesta (The Sun Also Rises) für Literaturwissenschaftler wegen der zahlreichen Ähnlichkeiten innerhalb der Handlungen unausweichlich seien. Aber im Gegensatz zu Hemingway, der den Zynismus der Situation mit Klarheit und Ernst einfange, liege bei The Last Flight eine „brüchige Komik“ in der Luft, die zeitgleich „unterhaltend und beunruhigend“ sei. Der berühmte Filmhistoriker William K. Everson schrieb, Dieterles Film übersetze „das Fitzgerald-Hemingway-Fieber und die Tragödie der verlorenen Generation“ sehr viel denkwürdiger und überzeugender um als irgendein Film, an den er sich persönlich erinnern könne. The Last Flight sei Zwischen Madrid und Paris, der später entstandenen Verfilmung von Hemingways Fiesta, eindeutig überlegen.
Time Out nennt den Film ein „kleines Meisterwerk“ mit sprühenden Dialogen, das stark an die Werke von F. Scott Fitzgerald erinnere. Der All Movie Guide sah The Last Flight als „düster und nihilistisch, ohne jemals prätentiös oder nervig zu werden.“ Die meisten Figuren des melancholischen Filmes würden unaufhaltsam zu ihrer Selbstzerstörung schreiten und seien unterbewusst von einer Todessehnsucht geprägt, doch würde der Film selbst nie zu einer Tortur werden, da man mit den Figuren mitfühle und am Ende zwischen Trauer und Freude für ihre jeweiligen Schicksale mitschwinge. Das Fazit: „Dieterle führt mit extremem Feingefühl und Geschmack Regie: es ist bei weitem seine beste Arbeit und lässt einen wünschen, er hätte mehr Werke in dieselbe Richtung gedreht.“